# François Divisia
François Divisia, né le 21 octobre 1889 à Tizi Ouzou et mort le 6 février 1964 à Paris, est un économiste français.

## Biographie

### Jeunesse et études
Il effectue ses études à l'École polytechnique (X 1909), puis à l'École nationale des ponts et chaussées.

### Parcours professionnel
Sorti d'école, il travaille dix ans comme ingénieur, puis se consacre à l’économie. Professeur à l'École polytechnique (où il succéda à Clément Colson) et au Conservatoire national des arts et métiers de 1929 à 1959. À l'École nationale des ponts et chaussées de 1932-1950. Il fut le second président de la société d'économétrie, de la Société américaine de statistique et de l'Association américaine pour l'avancement de la science.

## Œuvres
- L'indice monétaire et la théorie de la monnaie (1926)
- L'économique rationnelle (1928)
- L'épargne et la richesse collective (1931)
- Traitement économétrique de la monnaie, l'intérêt, l'emploi (1962)

## Sources
- René Roy, « Francois Divisia, 1889-1964 », Econometrica, vol. 33, no 3,‎ juillet 1965, p. 635-640 (lire en ligne, consulté le 9 juin 2011)
- indice d'agrégats monétaires de Divisia (en)